# Kuks (przystanek kolejowy)
Kuks – przystanek kolejowy w miejscowości Kuks, w kraju hradeckim, w Czechach. Znajduje się na wysokości 310 m n.p.m.
Jest zarządzany przez Správę železnic. Na przystanku nie ma możliwości zakupu biletów, a obsługa podróżnych odbywa się w pociągu.

## Linie kolejowe
- 031 Pardubice - Hradec Králové - Jaroměř